# Арсенолит
Арсеноли́т (от лат. arsenicum — мышьяк и греч. λίθος — камень) — редкий минерал, оксид мышьяка As2O3.
Кристаллическая решетка молекулярного типа. Сингония кубическая. Удельный вес 3,87. Одна из природных форм оксида мышьяка(III) (известен ещё клаудетит). Растворим в воде. Ядовит.
Кристаллы октаэдрические, преимущественно мелкие. Обычно образует тонкие кристаллические корки, звёздчатые агрегаты, землистые и волосовидные налёты. Представляет собой продукт окисления различных минералов мышьяка. Может образовываться в возгонах при рудничных пожарах. Год открытия 1854 (Дж. Дана).